# Yoshifumi Yamada
Yoshifumi Yamada (山田 祥史 Yamada Yoshifumi?), född 4 november 1981 i Fukuoka prefektur, är en japansk före detta fotbollsspelare.
Yamada började sin karriär 2000 i Avispa Fukuoka. 2004 flyttade han till Otsuka Pharmaceutical. Han avslutade karriären 2004.